# アーロン・ディスミューク
アーロン・ミッチェル・ディスミューク（Aaron Mitchell Dismuke, 1992年10月13日 - ）は、アメリカ合衆国の男性声優、ADRディレクター、脚本家。

## 経歴
北テキサス大学卒業。
幼い頃から活動した声優の一人として9歳でデビューし、初作品は『フルーツバスケット』の草摩燈路役。そんな影響か20代に年齢にもかかわらず声優監督デビューもかなり早い方にした。
12歳の時、『鋼の錬金術師』でアルフォンス・エルリック役を演じ、初主演を務めた。

## 人物
いとこで声優兼監督のジャスティン・クック。
主に生意気な主人公、金髪キャラクター配役が多い。英語吹き替え版の監督にも出演している。吹き替えで、数多くのアニメキャラクターの声を担当してきた。

## 出演
- ヘタリア The Beautiful World（キプロス）